# Sandur, Färöarna
Sandur (danska: Sand), eller Heima á Sandi, är en tätort på Färöarna, den enda orten i Sandurs kommun, belägen på ön Sandoy. Vid folkräkningen 2015 hade Sandur 539 invånare. och är en av Färöarnas äldsta orter, och har varit centralort för Sandoy sedan landnamstiden omkring 825.

## Geografi
Sandur ligger på öns västkust och är indelat i tretton traditionella kvarter, varav de flesta växt samman till dagens centrum. Det som kallas centrum idag ligger på en halvö mellan insjöarna Gróthúsvatn i nordväst och Sandsvatn i nordöst, samt bukterna Grótvík och Sandsvágur. Sandsvágur är en av Färöarnas få sandstränder och är även den största på ögruppen. En del av orten ligger avskilt från centrum, liksom bebyggelsen vid Sandsvatn.
Landskapet runt Sandur är förhållandevis platt, och de berg som finns är inte speciellt höga likt övriga berg på Färöarna. Därmed är Sandurs omgivning, likt övriga Sandoy, bra lämpat för fotturister och cyklister. Från Sandur går en väg till Søltuvík, en obebodd vik på västkusten som är en populär badplats. För att ta sig till Sandur från huvudstaden Torshamn åker en färja från Gamlarætt vid Kirkjubøur till Skopun, som därefter följer Sandsvatn till Sandur.
Den lilla passagerarfärjan M/S "Sildberin" förbinder Sandur och Sandoy med Skúvoy, som ligger strax söder om Sandoy.

## Historia

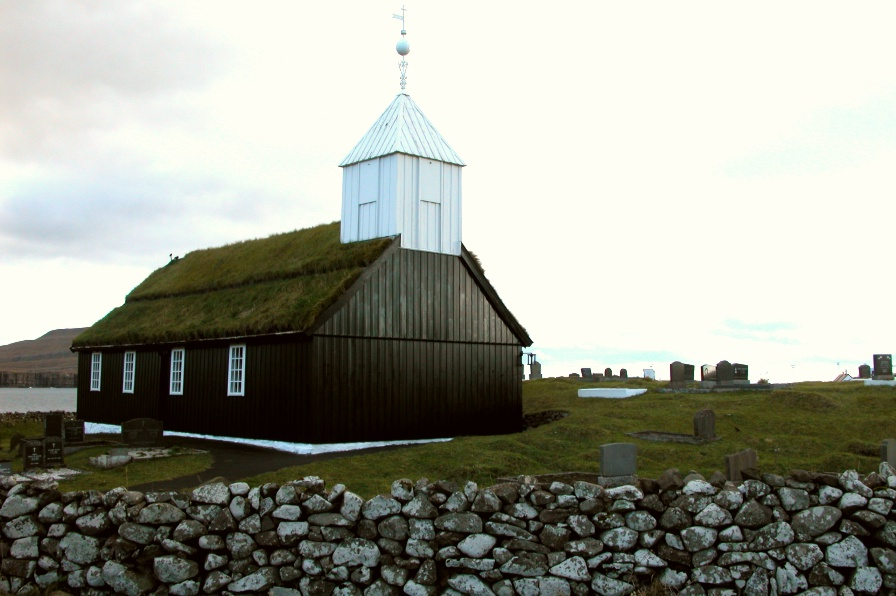
Kyrkan i Sandur

Sandur är en av Färöarnas äldsta orter och har varit centralort för orten sedan landnamstiden omkring år 825. Den omnämndes första gången i Hundbrevet från 1300-talet. I Sandur hölls vårtinget för Sandoy.
Utgrävningar har bevisat att det här funnits en kyrka under 1000-talet. Den nuvarande kyrkan i orten invigdes 1839 och 1863 hittades en myntskatt i samband med en begravning på kyrkogården. Av de 98 mynt som hittades är det äldsta från cirka år 1000. 1969-1970 genomfördes en arkeologisk utgrävning under den nuvarande kyrkan, och man fann rester från fem äldre kyrkor, den äldsta från cirka 1100. Under de senare åren har fler utgrävningar genomförts strax norr om kyrkan, och man har då kunnat påvisa bosättningar från omkring år 900.
Dagens kyrka, Sands kyrka, som färdigställdes 1839, är en av Färöarnas gamla traditionella kyrkor. En anlagd brand 1988 förstörde delar av kyrkan. När de förstörda delarna återuppbyggdes, byggdes de som kopior av de ursprungliga delarna.
Sands Fornminnissavn har drivit ett museum i det gamla huset Norðara Koyta seda 1988.

## Befolkningsutveckling
| Befolkningsutvecklingen i Sandur 1985–2015 | Befolkningsutvecklingen i Sandur 1985–2015 | Befolkningsutvecklingen i Sandur 1985–2015 | Befolkningsutvecklingen i Sandur 1985–2015 | Befolkningsutvecklingen i Sandur 1985–2015 |
| ------------------------------------------ | ------------------------------------------ | ------------------------------------------ | ------------------------------------------ | ------------------------------------------ |
|                                            |                                            |                                            |                                            |                                            |
| År                                         |                                            |                                            | Folkmängd                                  |                                            |
| 1985                                       | 1985                                       |                                            | 646                                        |                                            |
| 1990                                       | 1990                                       |                                            | 636                                        |                                            |
| 1995                                       | 1995                                       |                                            | 549                                        |                                            |
| 2000                                       | 2000                                       |                                            | 560                                        |                                            |
| 2005                                       | 2005                                       |                                            | 594                                        |                                            |
| 2010                                       | 2010                                       |                                            | 549                                        |                                            |
| 2015                                       | 2015                                       |                                            | 539                                        |                                            |
|                                            |                                            |                                            |                                            |                                            |

## Sport
- B71 Sandur